# Eucompsa tecticallosa
Eucompsa tecticallosa är en tvåvingeart som beskrevs av Schuurmans Stekhoven 1932. Eucompsa tecticallosa ingår i släktet Eucompsa och familjen bromsar. Inga underarter finns listade i Catalogue of Life.